# 無防備都市 (漫画)
『無防備都市』（むぼうびとし）は、関川夏央の原作を谷口ジローが作画した日本の漫画作品である。

## 概説
関川夏央も谷口ジローも、それぞれにとって初めての連載作品となった。

## あらすじ
大都会で犯罪捜査に当たる刑事達の人間模様を描く。

## 初出
芳文社の『漫画パンチ』第12巻第2号（1978年1月31日号）から第12巻第21号（1978年11月17日号）までの間に掲載された。

## 単行本
竹書房版は、全11話のうち7話が所収されている。
- 『関川夏央 谷口ジローのアクション劇画1 無防備都市（上）』オハヨー出版、東京〈別冊エースファイブコミックス〉。[4]
- 『関川夏央 谷口ジローのアクション劇画2 無防備都市（下）』オハヨー出版、東京〈別冊エースファイブコミックス〉。[5]
- 『暴力街21分署 無防備都市』竹書房、東京〈バンブーコミックス〉、1985年2月20日。[3]

## 余聞
本作に登場する新人刑事の深町が、後に発表された『事件屋稼業』の主人公深町丈太郎に発展する。

## 脚註